# Nyagifunzo
Nyagifunzo är ett vattendrag i Burundi.   Det ligger i provinsen Muyinga, i den norra delen av landet, 110 km nordost om huvudstaden Bujumbura.
Omgivningarna runt Nyagifunzo är en mosaik av jordbruksmark och naturlig växtlighet. Runt Nyagifunzo är det tätbefolkat, med 319 invånare per kvadratkilometer.